# Кутищенська сільська рада (Любарський район)
Кутищенська сільська рада — колишня адміністративно-територіальна одиниця та орган місцевого самоврядування у Любарському районі Житомирської і Бердичівської округ, Вінницької та Житомирської областей Української РСР з адміністративним центром у селі Кутище.

## Населені пункти
Сільській раді на час ліквідації були підпорядковані населені пункти:
- с. Кутище

## Населення
Кількість населення ради, станом на 1923 рік, становила 723 особи, кількість дворів — 161.

## Історія та адміністративний устрій
Створена 1923 року в складі с. Кутище та хутора Зав'язуна Любарської волості Полонського повіту Волинської губернії. 7 березня 1923 року увійшла до складу новоствореного Любарського району Житомирської округи. 12 січня 1924 року, відповідно до рішення Волинської ГАТК (протокол № 6/1 «Про зміни в межах округів, районів і сільрад»), сільську раду ліквідовано, територію та населені пункти приєднано до складу Липненської сільської ради Любарського району. Відновлена 4 вересня 1928 року в складі Любарського району Бердичівської округи з підпорядкуванням с. Кутище та х. Зав'язуна. Станом на 1 жовтня 1941 року х. Зав'язуна не перебуває на обліку населених пунктів.
Станом на 1 вересня 1946 року сільська рада входила до складу Любарського району Житомирської області, на обліку в раді перебувало с. Кутище.
Ліквідована 11 серпня 1954 року, відповідно до указу Президії Верховної ради Української РСР «Про укрупнення сільських рад по Житомирській області», територію та с. Кутище приєднано до складу Липненської сільської ради Любарського району Житомирської області.